# Junior Malanda
Bernard Malanda-Adje, meglio noto come Junior Malanda (Bruxelles, 28 agosto 1994 – Porta Westfalica, 10 gennaio 2015), è stato un calciatore belga di origini congolesi, di ruolo centrocampista.

## Biografia
Muore ventenne, nei primi giorni del 2015, in un incidente stradale sulla Bundesautobahn 2, a Porta Westfalica, mentre stava raggiungendo in aeroporto i compagni di squadra del Wolfsburg, in partenza per una tournée in Sudafrica. L'auto, guidata dal calciatore dell'Anderlecht Anthony D'Alberto e sulla quale il giocatore era a bordo in qualità di passeggero, ha sbandato e si è schiantata contro un albero dopo aver superato il guard rail, quasi sicuramente a causa dell'eccessiva velocità: Malanda è morto sul colpo.

## Carriera

### Club
Debutta da professionista nella stagione 2012-2013 disputando 25 partite nella massima serie belga con lo Zulte Waregem. Nel 2013 viene acquistato dal Wolfsburg che lo lascia in prestito ancora allo Zulte Waregem fino alla sessione di calciomercato invernale, giocando anche 9 partite in ambito internazionale. Torna quindi al Wolfsburg per debuttare in Bundesliga, dove mette assieme 17 presenze e 2 reti sino alla sua morte.

### Nazionale
Dopo aver vestito varie volte la maglia delle rappresentative giovanili belghe, nel 2013 esordisce con l'Under-21 disputando alcune partite di qualificazione agli Europei Under-21 del 2015.

## Statistiche

### Presenze e reti nei club
| Stagione             | Squadra              | Campionato           | Campionato | Campionato | Coppe nazionali | Coppe nazionali | Coppe nazionali | Coppe continentali | Coppe continentali | Coppe continentali | Altre coppe | Altre coppe | Altre coppe | Totale | Totale |
| Stagione             | Squadra              | Comp                 | Pres       | Reti       | Comp            | Pres            | Reti            | Comp               | Pres               | Reti               | Comp        | Pres        | Reti        | Pres   | Reti   |
| -------------------- | -------------------- | -------------------- | ---------- | ---------- | --------------- | --------------- | --------------- | ------------------ | ------------------ | ------------------ | ----------- | ----------- | ----------- | ------ | ------ |
| 2011-2012            | Lilla 2              | CFA                  | 17         | 1          | -               | -               | -               | -                  | -                  | -                  | -           | -           | -           | 17     | 1      |
| 2012-2013            | Zulte Waregem        | D1                   | 35         | 3          | CB              | 4               | 0               | -                  | -                  | -                  | -           | -           | -           | 39     | 3      |
| 2013-gen. 2014       | Zulte Waregem        | D1                   | 17         | 3          | CB              | 1               | 0               | UCL+UEL            | 1+8                | 0+2                | -           | -           | -           | 27     | 5      |
| Totale Zulte Waregem | Totale Zulte Waregem | Totale Zulte Waregem | 52         | 6          |                 | 5               | 0               |                    | 9                  | 2                  |             | -           | -           | 66     | 8      |
| gen.-giu. 2014       | Wolfsburg            | BL                   | 7          | 2          | CG              | 1               | 0               | -                  | -                  | -                  | -           | -           | -           | 8      | 2      |
| 2014-2015            | Wolfsburg            | BL                   | 10         | 0          | CG              | 2               | 0               | UEL                | 3                  | 0                  | -           | -           | -           | 15     | 0      |
| Totale Wolfsburg     | Totale Wolfsburg     | Totale Wolfsburg     | 17         | 2          |                 | 3               | 0               |                    | 3                  | 0                  |             | -           | -           | 23     | 2      |
| Totale carriera      | Totale carriera      | Totale carriera      | 86         | 9          |                 | 8               | 0               |                    | 12                 | 2                  |             | -           | -           | 106    | 11     |